# Phenom II
AMD Phenom II — семейство многоядерных процессоров фирмы AMD, основанных на обновленной архитектуре K10. Существуют процессоры с количеством ядер от двух до шести.
Процессоры Phenom II X4 входят в состав платформы AMD Dragon, с чипсетом 700-й серии и графической картой серии ATI Radeon HD 4800. Шестиядерные процессоры, основанные на чипах Thuban, входят в состав платформы AMD Leo.

## Характеристики

### Thuban (45 nm SOI)
- Количество транзисторов: 904 млн
- Площадь процессора: 346 мм²
- Шесть ядер
- Кэш L1: 64 КБ + 64 КБ (Данные + Инструкции) на ядро
- Кэш L2: 512 КБ на ядро
- Кэш L3: 6 МБ, общий для всех ядер
- Поддержка двухканальной памяти DDR2-1066 и DDR3-1333
- MMX, SSE, SSE2, SSE3, SSE4a, Enhanced 3DNow!, NX bit, AMD64, Cool'n'Quiet, AMD-V
- Turbo Core
- Socket AM2+, Socket AM3, 2 ГГц HyperTransport
- Потребляемая мощность (TDP): от 95 до 125 Вт
- Впервые представлен: 27 апреля 2010 года
- Диапазон частот: от 2,6 до 3,3 ГГц; до 3,7 ГГц Turbo Core

### Zosma (45 nm SOI)
- Четыре ядра (Чип Thuban с двумя отключенными ядрами)
- Кэш L1: 64 КБ + 64 КБ (Данные + Инструкции) на ядро
- Кэш L2: 512 КБ на ядро
- Кэш L3: 6 МБ, общий для всех ядер
- Поддержка двухканальной памяти DDR2-1066 и DDR3-1333
- MMX, SSE, SSE2, SSE3, SSE4a, Enhanced 3DNow!, NX bit, AMD64, Cool'n'Quiet, AMD-V
- Turbo Core
- Socket AM2+, Socket AM3, 2 ГГц HyperTransport
- Потребляемая мощность (TDP): от 95 до 125 Вт
- Впервые представлен: ?
- Диапазон частот: 3 ГГц; до 3,4 ГГц Turbo Core

### Deneb (45 nm SOI)
- Количество транзисторов: 758 млн
- Площадь процессора: 258 мм²
- Четыре ядра
- Кэш L1: 64 КБ + 64 КБ (Данные + Инструкции) на ядро
- Кэш L2: 512 КБ на ядро
- Кэш L3: 6 МБ, общий для всех ядер
- Поддержка двухканальной памяти DDR2-1066 и DDR3-1333
- MMX, SSE, SSE2, SSE3, SSE4a, Enhanced 3DNow!, NX bit, AMD64, Cool'n'Quiet, AMD-V
- Socket AM2+, Socket AM3, AM3+, 2 ГГц HyperTransport
- Потребляемая мощность (TDP): 65, 95, 125 и 140 Вт
- Впервые представлен: 8 января 2009 года
- Диапазон частот: от 2,4 до 3,7 ГГц
- 2- и 3-ядерные процессоры Phenom на этом ядре при определенных условиях разблокируются в 4-ядерные.

### Heka (45 nm SOI)
- Три ядра (Deneb с одним отключенным ядром)
- Кэш L1: 64 КБ + 64 КБ (Данные + Инструкции) на ядро
- Кэш L2: 512 КБ на ядро
- Кэш L3: 6 МБ, общий для всех ядер
- Поддержка двухканальной памяти DDR2-1066 и DDR3-1333
- MMX, SSE, SSE2, SSE3, SSE4a, Enhanced 3DNow!, NX bit, AMD64, Cool'n'Quiet, AMD-V
- Socket AM2+, Socket AM3, 2 ГГц HyperTransport
- Потребляемая мощность (TDP): от 65 до 95 Вт
- Впервые представлен: 9 февраля 2009 года
- Диапазон частот: от 2,5 до 3,0 ГГц

### Callisto (45 nm SOI)
- Два ядра (Deneb с двумя отключенными ядрами)
- Кэш L1: 64 КБ + 64 КБ (Данные + Инструкции) на ядро
- Кэш L2: 512 КБ на ядро
- Кэш L3: 6 МБ, общий для всех ядер
- Поддержка двухканальной памяти DDR2-1066 и DDR3-1333
- MMX, SSE, SSE2, SSE3, SSE4a, Enhanced 3DNow!, NX bit, AMD64, Cool'n'Quiet, AMD-V
- Socket AM2+, Socket AM3, 2 ГГц HyperTransport
- Потребляемая мощность (TDP): 80 Вт
- Впервые представлен: 1 июня 2009 года
- Диапазон частот: от 3,0 до 3,4 ГГц